# Marie Allan
Marie Allan, née vers 1979,  est une actrice française.  
Elle est apparue comme une actrice de premier plan dans le film Les Anges exterminateurs de Jean-Claude Brisseau au Festival de Cannes en 2006.

## Filmographie
- 2000 : Le Page de garde : Marine  (court-métrage)
- 2000 : Ainsi soit-il
- 2004 : Sœur Thérèse.com (TV) : Carole Levallois
- 2005 : Saint-Jacques… La Mecque : Sarah
- 2006 : Les Anges exterminateurs : Stéphanie